# Бучум (Біхор)
Бучум (рум. Bucium) — село у повіті Біхор в Румунії. Входить до складу комуни Чейка.
Село розташоване на відстані 409 км на північний захід від Бухареста, 27 км на південний схід від Ораді, 110 км на захід від Клуж-Напоки, 143 км на північний схід від Тімішоари.

## Населення
За даними перепису населення 2002 року у селі проживали 269 осіб, з них 268 осіб (99,6%) румунів. Рідною мовою 268 осіб (99,6%) назвали румунську.